# Project-JE
Project-JE（プロジェクト ジェイイー、PJE、Project Japanese Extensions）は、JE (Japanese Extensions)の後継プロジェクトである。Slackware及びRed Hat Linuxが日本語を扱えなかった時代に日本語環境を追加するパッケージを開発していた。現在は活動が休眠している。
付属のインストーラにてパッケージを選択し、インストールすることができる。
商用配布できない通常版と、商用配布可能なcm版がリリースされた。どちらもプロプライエタリなコンポーネントを含んでいた。Project-JEは、Linuxの日本語環境の整備に多大な功績を残した。PJEの成果の一部はDebian JP Projectを通じてDebianにも取り込まれている。

## 含まれていた主なパッケージ
- Canna - 日本語変換サーバ[8]
- Wnn4 - 日本語変換サーバ[8]
- Mule (旧Nemacs) - GNU Emacsの多言語拡張[8]
- pTeX (Publishing TeX)[8]
- yatex[8]
- Japanese FAQ Projectで作られた文章類 (jfbase, jfmore)[8]
- kinput2 - X11向け日本語入力[8]
- kterm - 日本語対応端末エミュレータ[8]
- SKK[8]
- ng (Nihongo micro Gnu emacs)[8]
- recjis[8]
- dic[8]
- oneko[8]
- フォント類[8]
- その他日本語化したソフトなど[8]

## 歴史
- 1997年? JE開発者である真鍋敬士の開発環境のクラッシュや開発の負担増などにより更新が停滞[2][9]
- 1997年? 有志が集まり支援開始[2][9]
- 1997年? 名称をJE (Japanese Extensions)からPJE (Project Japanese Extensions)に変更[2][9]
- 1997年7月21日 PJE-0.1alphaをリリース[10]
- 1997年9月23日 PJE-0.1betaをリリース[11]。Red Hatに対応した。
- 1997年12月6日 PJE-0.1をリリース[12]
- 1998年1月12日 PJE-0.1.1cmをリリース[12]
- 1998年8月10日 PJE-0.1.2cm-betaをリリース[12]
- 1998年8月26日 PJE-0.1.2及びPJE-0.1.2cmをリリース[12]
- 1998年10月24日 PJE-0.1.5及びPJE-0.1.5cmをリリース[12]
- 1998年11月16日 一部メンバーがProject Vineを結成しVine Linuxの開発を始める[1][13]
- 1999年8月? PJE-0.3を開発する[12]もリリースせずに休眠状態へ[1]